# Rolls-Royce 20/25hp
Rolls-Royce 20/25hp – samochód osobowy produkowany przez brytyjskie przedsiębiorstwo motoryzacyjne Rolls-Royce w latach 1929–1936 jako następca modelu 20hp.

## Dane techniczne

### Silnik
- Silnik: S6 3669 cm3[1]
- Moc maksymalna: 65 KM (48 kW)[1]

### Osiągi
- Przyspieszenie 0-80 km/h: 28 sek.[1]
- Prędkość maksymalna: 121 km/h[1]